# Manothrix valida
Manothrix valida là một loài thực vật có hoa trong họ La bố ma. Loài này được Miers mô tả khoa học đầu tiên năm 1878.